# بيدرو رودريغيز (سياسي)
بيدرو رودريغيز هو سياسي فلبيني، ولد في 1869م في الفلبين، وتوفي في 25 أكتوبر 1932م. حزبياً، نشط في Nacionalista Party ‏. وقد انتخب عضو مجلس الشيوخ الفلبيني.